# Marchese di Llevant di Maiorca
Marchese di Llevant di Maiorca (in spagnolo Marqués del Llevant de Mallorca) è un titolo nobiliare ereditario spagnolo, creato nel 2025 da Filippo VI e da lui concesso all'ex tennista spagnolo, ex n°1 del mondo e vincitore di 22 Slam Rafael Nadal, che ne è l'attuale detentore.  

## Denominazione

Mappa di Maiorca con in evidenza la posizione del Llevant

Il titolo prende il nome dal Llevant, una regione di Maiorca, il cui comune principale, Manacor, è il luogo d'origine di Nadal. 

## Creazione
Il titolo è stato creato per la prima volta il 24 giugno 2025 dal re di Spagna Filippo VI a favore di Rafael Nadal, con il seguente regio decreto:
Lo spirito di miglioramento, la tenacia, la disciplina, la sportività e l'autentica semplicità, dentro e fuori dal campo, hanno portato il signor Rafael Nadal Parera ai vertici del tennis mondiale e sono un esempio dei più alti valori sportivi, per cui, volendo dimostrargli la mia reale riconoscenza, gli concedo il titolo di Marchese di Llevant di Mallorca, per lui e per i suoi successori, in conformità con il diritto nobiliare spagnolo.
FELIPE R., REGIO DECRETO N° 517 del 24 giugno 2025
Nello stesso giorno, Filippo VI ha creato altri quattro marchesati, concessi a personalità eccellenti dello sport, della cultura e delle scienze. Le creazioni, nell'undicesimo anniversario della sua salita al trono, sono le prime del suo regno. 

## Detentore attuale
L'attuale, nonché primo, detentore è l'ex tennista spagnolo Rafael Nadal, a favore del quale il titolo è stato creato e ampiamente considerato uno dei più grandi tennisti della storia e uno dei più grandi atleti spagnoli di tutti i tempi. Dopo la creazione a marchese, ha ottenuto il diritto al trattamento di Eccellentissimo. È sposato con Maria Francesca "Mery Xisca" Perelló Pascual, che conobbe tramite sua sorella minore e con cui ha una relazione dal 2005, confluita nelle nozze celebrate nel 2019. Hanno due figli: Rafael Nadal Perello, nato nel 2022 ed erede apparente al titolo, e Miquel Nadal Perello, nato nel 2025. 

## Linea di successione
La successione è regolata dal diritto ereditario spagnolo, secondo cui il titolo viene trasmesso per via ereditaria agli eredi del corpo del titolare, secondo il principio della primogenitura assoluta. 
- Sebastián Nadal Homar (nato nel 1963)
  -  Rafael Nadal Parera, I Marchese di Llevant di Mallorca (nato nel 1986)
    - (1). Rafael Nadal Perelló  (nato nel 2022)
    - (2). Miquel Nadal Perelló  (nato nel 2025)

  - (3). María Isabel Nadal Parera (nata nel 1989)